# الخرف (جبلة)

تعديل مصدري - تعديل

الخرف هي إحدى قرى عزلة المكتب بمديرية جبلة التابعة لمحافظة إب، بلغ تعداد سكانها 826 نسمة حسب تعداد اليمن لعام 2004.